# جيرافاتيتان
جيرافاتيتان (بالإنجليزية: Giraffatitan) هو أحد فصائل ديناصور صوروبودا، عاش في العصر الجوراسي المتأخر (155,6 حتى 145,5 مليون سنة سابقة) في أفريقيا.
وينتمي هذا الجيرافاصور إلى أكبر فصائل الديناصور، ويعود اسمه إلى «الزرافة تيتان» أي «الزرافة الكبيرة».
يشكل الجيرافاتيتان مع فصائل أخرى مثل براكيوصور وديبلودوكس عل أساس الصفات المتشابهة مثل رجلان أماميتان أطول من الرجلين الخلفيتين ووضع فتحتي الأنف العالي على الفك، يشكل فصيلة الديناصورات الكبار المسماة «براكيوصورداي» Brachiosauridae. يعتبر الجيرافاتيتان الفصيلة الأخ لفصيلة براكيوصور وذلك بحسب تصنيف العالم فرنر يانينش.

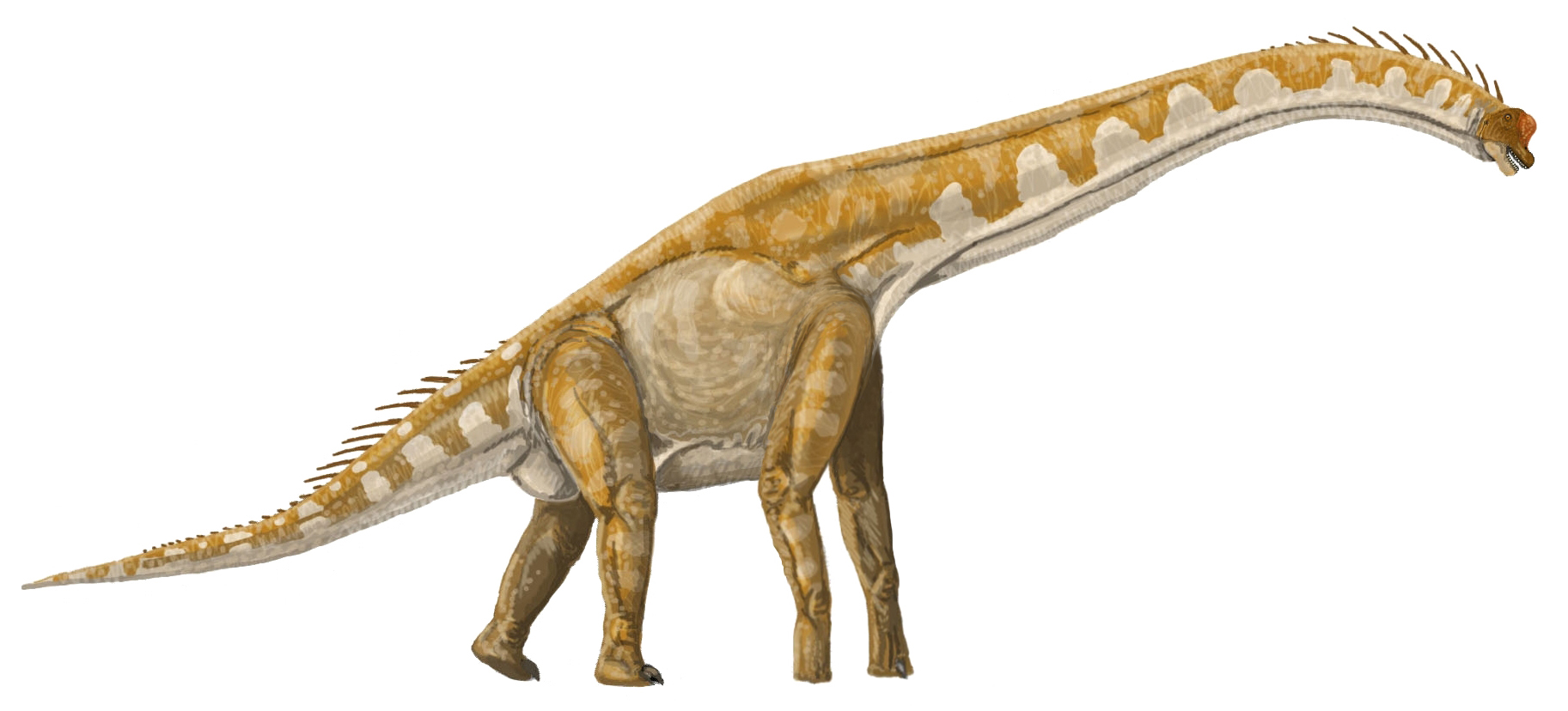
تمثيل لشكل الجيرافاتيتان

وقد أثبت العالم جريجوري باول عام 1988 وجود عدة اختلافات بين الفصيلة براكيوصور التي كانت موجودة في أمريكا الشمالية وبين فصيلة الجيرافاتيتان التي عاشت في نفس العصر في أفريقيا. وقد أعتبر العالم «جورج أولشيفسكي» تلك الاختلافات هي اختلافات كبير تسمح باعتبار فصيلة الجيرافاتيتان فصيلة مستقلة.
وتؤيد دراسة مستفيضة قام بها العالم «ميشائيل تايلور» تلك الاختلافات الكبيرة بين الجيرافاتيتان وفصائل أخرى من جنس صوروبودا مثل ديبلودوكس وباروصور.
ويعرض متحف العلوم الطبيعية ب برلين هيكلا لديناصور جيرافاتيتان.

## حجمه
اعتبرت الجيرافاتيتان لعدة عقود بأنها كانت أكبركائن حي عاش على اليابسة على الأرض. ثم اكتشفت بعد ذلك عدة أنواع من الديناصور كبيرة مثل ارجنتينوسورس وبويرتاصور فاقت الجيرافاتيتان في الحجم. ولكن يمكن القول أن الجيرافاتيتان هو أكبر هيكل عثر عليه ويكاد يكون كاملا. وعلى أساس تلك الأحفوريات فقد قدر طول الجيرافاتيتان نحو 26 متر.
وقامت مناقشات عن تلك التقديرات التي تختلف عن بعضها اختلافا كبيرا، ويرجع التقدير 15 طن إلى العالم «ديل راسل» وزملاؤه عام 1980، وكان مبينيا على استنباط حجمه من أعضاء عظمية متحجرة صغيرة. وقامت المجموعة بمراجعة تقدير أجراه إدوين كولبرت عام 1962 وقدرته ب 78 طن، وتوصلت المجموعة إلى اعتبار أن الوزن اللأقرب من الصحة للجيرافاتيتان يقدر ب 37 طن.

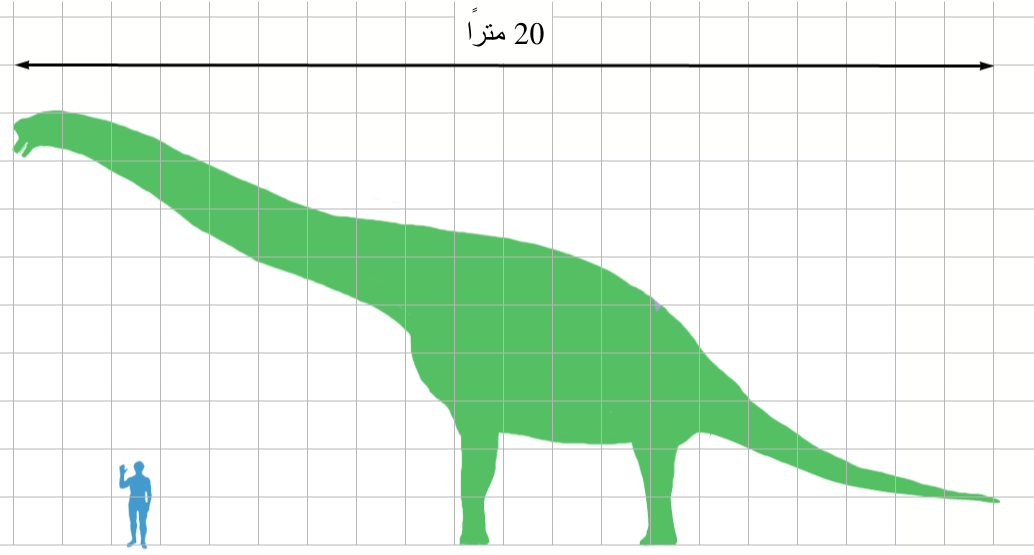
مقارنة بين حجم الجيرافاتيتان والإنسان.

## اكتشافه
اكتشفت حفريات الجيرافاتيتان وقام بوصفها الالم الألماني فرنر يانينش خلال السنوات 1909 و 1914 في منطقة ليندي في شرق أفريقيا وهي منطقة توجد اليوم في تنزانيا.
وعرف الجيرافاتيتان من خمسة أجزاء هياكل، من ضمنها ثلاثة جماجم وبعض الأضلاع وفقرات وأسنان. وقد عاشت تلك الفصيلة في أفريقيا قبل نحو 145 إلى 150 مليون سنة خلال العصر الجيوراسي المتأخر.

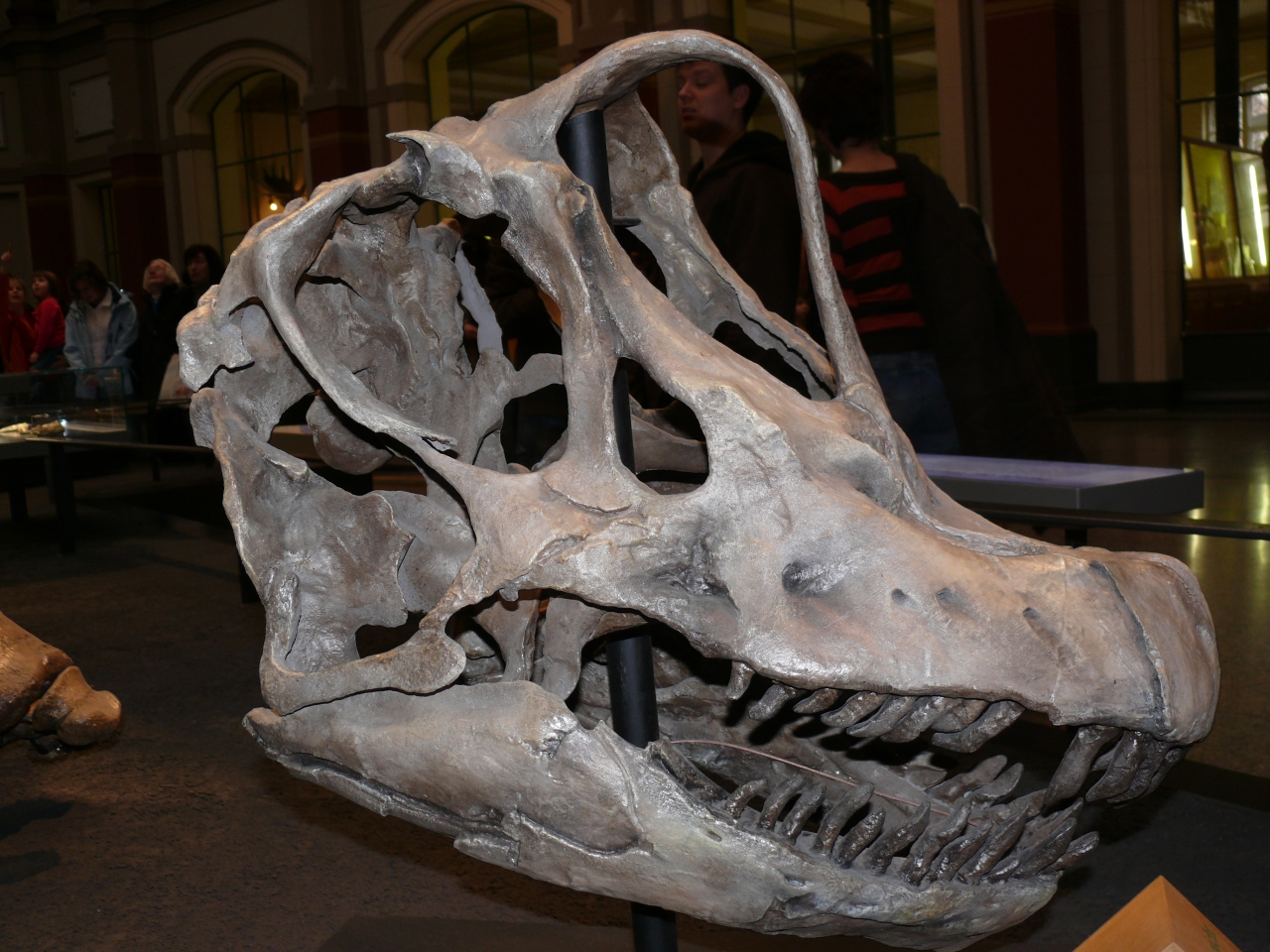
جمجمة الجيرافاتيتان في متحف برلين.

## اقرأ أيضًا
- ديناصور
- أركوصورات
- صوروبودا
- تيرانوصور
- تربوصور
- تريسراتبس
- كيراتوبسيا
- أورنيثوديرا
- ديناصور ذو ريش